# Loo (wieś)
Loo – wieś w Estonii, w prowincji Harju, w gminie Jõelähtme.